# David Leggio
David Leggio (* 31. Juli 1984 in Buffalo, New York) ist ein ehemaliger US-amerikanischer Eishockeytorwart, der im Verlauf seiner aktiven Karriere zwischen 2004 und 2019 unter anderem 243 Spiele in der American Hockey League (AHL) bestritten hat. Zudem war Leggio für den EHC Red Bull München und Grizzlys Wolfsburg in der Deutschen Eishockey Liga (DEL) aktiv. Mit den Münchnern gewann er zwischen 2016 und 2018 dreimal die Deutsche Meisterschaft.

## Karriere
David Leggio begann seine Karriere als Eishockeyspieler in der Nachwuchsmannschaft Capital District Selects, für die er von 2002 bis 2004 in der Eastern Junior Hockey League (EJHL) auf dem Eis stand. In beiden Spielzeiten wurde er in das erste All-Star Team der Liga gewählt. Anschließend besuchte er vier Jahre lang die Clarkson University und spielte parallel für deren Eishockeymannschaft in der National Collegiate Athletic Association (NCAA). Der größte Erfolg für den Torwart in seiner Zeit im Team der Clarkson University war der Gewinn der ECAC-Hockey-Meisterschaft in der Saison 2006/07. In derselben Spielzeit wurde er in das erste All-Star Team der Liga und zu deren Torwart des Jahres gewählt. Zudem war er Most Valuable Player seiner Mannschaft. Ein Jahr später erhielt er den Hockey Knight Club Award der ECAC für seine Vorbildfunktion auf und neben dem Eis. Gegen Ende der Saison 2007/08 gab er für die Binghamton Senators sein Debüt im professionellen Eishockey. Bei seinem einzigen Saisoneinsatz in der American Hockey League (AHL) ließ er in 30 Minuten zwei Tore bei neun Schüssen zu.

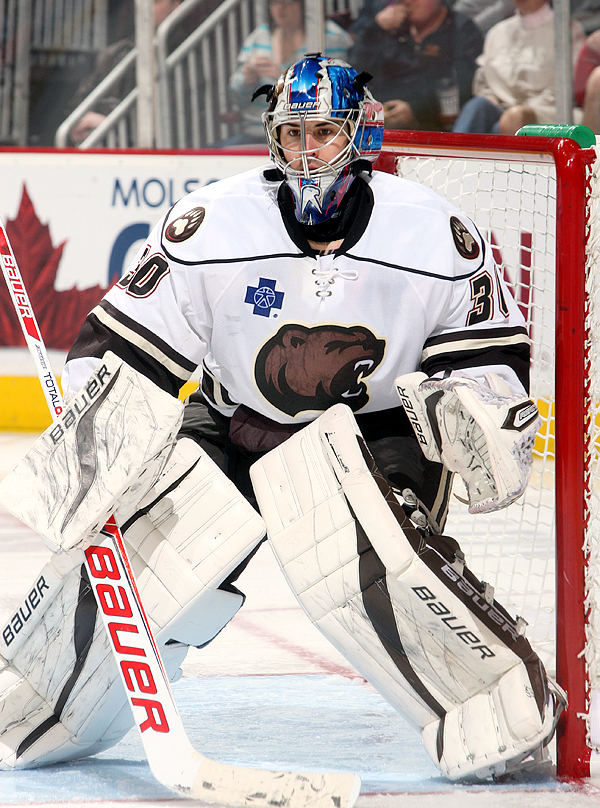
David Leggio (2013)

In der Saison 2008/09 stand Leggio bei den Florida Everblades in der ECHL unter Vertrag. Dort konnte er mit einem Gegentorschnitt von 2.26 pro Spiel und einer Fangquote von 91,6 Prozent bei seinen 39 Einsätzen in der regulären Saison auf Anhieb überzeugen. Auch in den Playoffs wies er mit einem Schnitt von 2.45 Gegentoren pro Spiel eine gute Bilanz auf. Zudem kam er im Laufe der Spielzeit zu einem Einsatz in der AHL für die Albany River Rats, bei dem er während der gesamten Spielzeit zwischen den Pfosten stand und sieben Tore hinnehmen musste. Zur Saison 2009/10 nahm der US-Amerikaner ein Vertragsangebot des finnischen Vereins TPS Turku an, bei dem er sich in der SM-liiga zusammen mit dem Finnen Atte Engren die Zeit im Tor von TPS teilte. Am Saisonende wurde er mit Turku auf Anhieb Finnischer Meister. Mit einem Gegentorschnitt von 1.57 pro Spiel und einer Fangquote von 94,2 Prozent bei seinen sieben Playoff-Einsätzen hatte Leggio maßgeblichen Anteil an diesem Erfolg und führte TPS zu fünf Playoff-Siegen. Für die Saison 2010/11 unterschrieb Leggio einen Einjahresvertrag in seiner Heimatstadt bei den Buffalo Sabres aus der National Hockey League (NHL), die ihn per Zwei-Wege-Vertrag für ihr AHL-Farmteam verpflichteten.
Die folgenden Jahre verbrachte Leggio ausschließlich in der AHL, so bei den Rochester Americans, den Hershey Bears und den Bridgeport Sound Tigers, und kam zu keinem Einsatz in der NHL. Im März 2015 verpflichteten ihn die Arizona Coyotes im Austausch für Mark Louis, gaben ihn allerdings auch an ihr AHL-Farmteam ab; dies sind erneut die Portland Pirates, für die Leggio bereits in der Saison 2010/11 spielte, zu dieser Zeit allerdings noch als Farmteam der Buffalo Sabres. Im Anschluss an die Spielzeit wurde sein Kontrakt nicht verlängert, sodass er im Sommer 2015 im Rahmen eines Probevertrages (try-out) an der Saisonvorbereitung der Winnipeg Jets teilnahm, jedoch keinen festen Vertrag für die Saison 2015/16 erhielt. Im Oktober 2015 entschied sich Leggio erneut für ein Engagement in Europa und schloss sich dem EHC Red Bull München aus der Deutschen Eishockey Liga (DEL) an. Mit München wurde er 2016, 2017 und 2018 Deutscher Meister, 2016 als Stammtorhüter in den Playoffs. Im September 2018 wurde Leggio von den Grizzlys Wolfsburg als Ersatz für den verletzten Felix Brückmann verpflichtet, erhielt aber am Saisonende keinen neuen Vertrag und beendete anschließend seine aktive Karriere im Alter von 35 Jahren.

### International

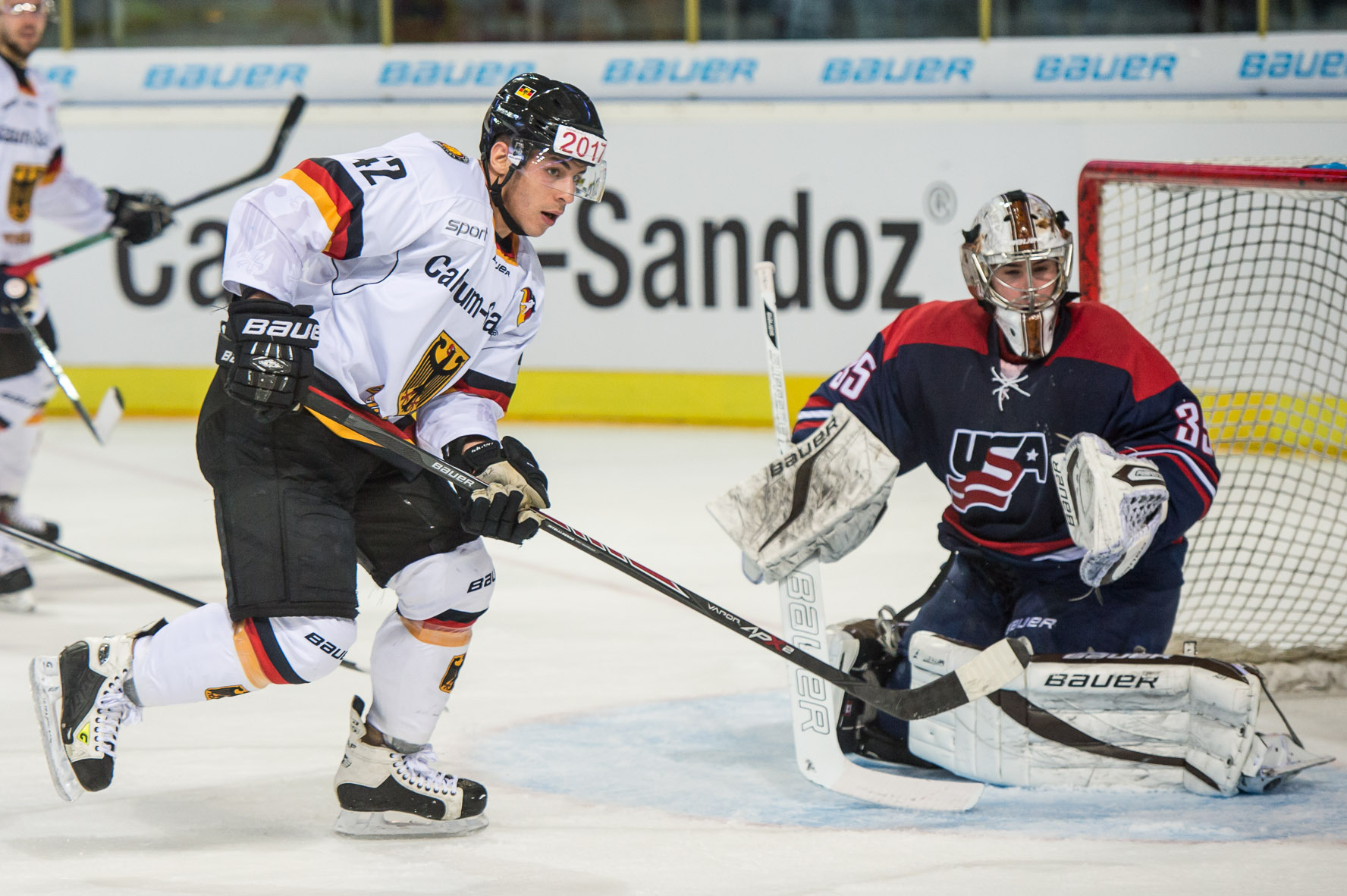
Leggio im Trikot der US-amerikanischen Nationalmannschaft

Zur Weltmeisterschaft 2010 in Deutschland wurde Leggio erstmals in das Aufgebot der US-amerikanischen Eishockeynationalmannschaft berufen. Im Turnierverlauf blieb er als dritter Torwart hinter Ben Bishop und Scott Clemmensen, die beide zuvor bereits in der National Hockey League gespielt hatten, ohne Einsatz. Einmal auf dem Eis stand er in der Folge im Rahmen der Weltmeisterschaft 2014, bevor er zum Aufgebot des Team USA bei den Olympischen Winterspielen 2018 gehörte. Dort belegte die US-amerikanische Auswahl den siebten Platz, Leggio kam allerdings erneut nicht zum Einsatz.

## Sonstiges
Leggio sorgte während der DEL-Saison 2017/18 für eine Regeländerung: Am 8. Dezember 2017 drehte er sich bei einem Spiel gegen Bremerhaven einfach um und verschob das Tor, um eine Zwei-gegen-Null-Situation zu beenden; er sah bei einem Penalty eine größere Abwehrchance als bei diesem Konter. Tatsächlich hielt er den fälligen Penalty von Ross Mauermann auch. Die DEL änderte daraufhin die Regel und fortan wird dem Gegner bei einer solchen Unsportlichkeit ein technisches Tor statt eines Penaltys zugesprochen, zudem erhielt Leggio eine Geldstrafe wegen „grob unsportlichen Verhaltens“. Leggio hatte dies bereits zuvor in der American Hockey League (AHL) gemacht.

## Erfolge und Auszeichnungen
| - 2003 EJHL First All-Star Team - 2004 EJHL First All-Star Team - 2007 Whitelaw-Cup-Gewinn mit der Clarkson University - 2007 ECAC Goaltender of the Year - 2007 ECAC First All-Star Team | - 2009 Teilnahme am ECHL All-Star Game - 2010 Finnischer Meister mit TPS Turku - 2016 Deutscher Meister mit dem EHC Red Bull München - 2017 Deutscher Meister mit dem EHC Red Bull München - 2018 Deutscher Meister mit dem EHC Red Bull München |

## Karrierestatistik

### International
Vertrat die USA bei:
- Weltmeisterschaft 2010
- Weltmeisterschaft 2014
- Olympischen Winterspielen 2018

(Legende zur Torhüterstatistik: GP oder Sp = Spiele insgesamt; W oder S = Siege; L oder N = Niederlagen; T oder U oder OT = Unentschieden oder Overtime- bzw. Shootout-Niederlage; Min. = Minuten; SOG oder SaT = Schüsse aufs Tor; GA oder GT = Gegentore; SO = Shutouts; GAA oder GTS = Gegentorschnitt; Sv% oder SVS% = Fangquote; EN = Empty Net Goal; 1 Play-downs/Relegation; Kursiv: Statistik nicht vollständig)